# Osmar Barbosa dos Santos
Osmar Barbosa dos Santos, född den 20 oktober 1968 i Marilia, är en brasiliansk före detta friidrottare som tävlade i medeldistanslöpning.
Dos Santos deltog vid Olympiska sommarspelen 2000 på 800 meter men blev utslagen i semifinalen. Vid VM 2003 var han i final och slutade på en åttonde plats på tiden 1.46,28. Han deltog även vid VM-inomhus 2004 och blev där bronsmedaljör på tiden 1.46,26.
Han deltog vid Olympiska sommarspelen 2004 i Aten där han blev utslagen i semifinalen. Vid VM 2005 och vid inomhus-VM 2006 blev han båda gångerna utslagen i försöken.

## Personligt rekord
- 800 meter - 1.44,87